# The Lover's Crime
The Lover's Crime è un cortometraggio muto del 1904 diretto da Lewin Fitzhamon.

## Trama
Un uomo spara a una ragazza, lei scappa e si nasconde in un pagliaio. Lui, inseguito dalla polizia, viene catturato dopo una lotta sul fiume.

## Produzione
Il film fu prodotto dalla Hepworth.

## Distribuzione
Distribuito dalla Hepworth, il film - un cortometraggio della lunghezza di 91,4 metri - uscì nelle sale cinematografiche britanniche nell'agosto 1904. Nell'ottobre dello stesso anno, venne distribuito negli Stati Uniti dall'Edison Manufacturing Company. Non si hanno altre notizie del film che si ritiene perduto, forse distrutto nel 1924 quando il produttore Cecil M. Hepworth, ormai fallito, cercò di recuperare l'argento del nitrato fondendo le pellicole.